# كانتون سانتياغو دي منديز
كانتون سانتياغو دي منديز (بالإنجليزية: Santiago de Méndez Canton)‏ هو كانتون في الإكوادور، يتبع مقاطعة مورونا سانتياغو. ينقسم إلى أبرشيات.